# Hans-Ulrich Klose

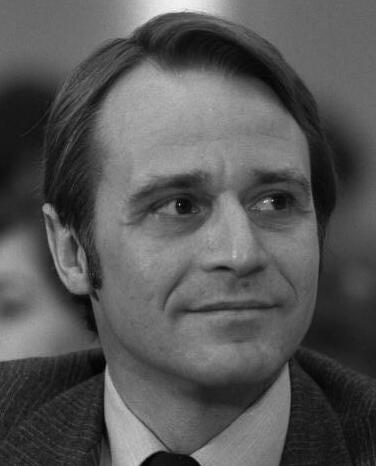
Hans-Ulrich Klose (1978)

Hans-Ulrich Klose (* 14. Juni 1937 in Breslau; † 6. September 2023 in Berlin) war ein deutscher Politiker (SPD). Er war von 1974 bis zu seinem Rücktritt 1981 Erster Bürgermeister von Hamburg und von 1983 bis 2013 Mitglied des Deutschen Bundestags. Von 1991 bis 1994 war Klose Vorsitzender der SPD-Bundestagsfraktion.

## Leben und Beruf
Klose wurde 1937 in Breslau (Schlesien) geboren und kam 1947 nach Bielefeld. Während seiner Schulzeit besuchte er 1954 die High School in Clinton, Iowa. Nach dem Abitur 1957 am Ratsgymnasium Bielefeld studierte Klose ab 1959 Rechtswissenschaft an der Albert-Ludwigs-Universität Freiburg und der Universität Hamburg. Er schloss das Studium 1961 mit dem Ersten Staatsexamen ab und bestand 1965 die Assessorprüfung. 1963 wurde er aufgrund einer Dissertation über Die Rechtsbeziehungen zwischen dem Staat und den Evangelischen Landeskirchen in Hessen an der Universität zu Köln zum Dr. iur. promoviert.
Von 1965 bis 1970 folgte eine Tätigkeit als Jugendstaatsanwalt. Später war er bis 1972 Regierungsdirektor in Hamburg.
Nach seinem Ausscheiden aus dem Bundestag im Jahr 2013 wurde Klose Senior Advisor der Robert Bosch Stiftung.
Als Angehöriger eines weißen Jahrgangs, der keinen Wehrdienst leisten musste, diente er freiwillig fünf Monate bei der Panzergrenadierbrigade 17 in Hamburg. Er wurde zum Leutnant der Reserve befördert.
Klose war ab 1973 in zweiter Ehe mit Elke Klose, geborene Ernst, in dritter Ehe mit einer Ärztin verheiratet und lebte in Berlin. Er hatte vier Kinder (zwei aus erster und zwei aus zweiter Ehe) und eine Stieftochter. In seinen letzten Lebensjahren litt er an der Alzheimer-Krankheit und starb am 6. September 2023 zu Hause im Alter von 86 Jahren. Die Trauerfeier fand in der Hamburger Hauptkirche Sankt Michaelis am 6. Oktober 2023 statt. Hans-Ulrich Klose wurde auf dem Friedhof Ohlsdorf beigesetzt.

## Partei
Im Jahr 1964 trat Klose in die SPD ein, war 1966 stellvertretender Landesvorsitzender der Jungsozialisten, 1968 stellvertretender Landesvorsitzender der SPD und fungierte von 1987 bis 1991 als deren Bundesschatzmeister. Von 1994 bis 1997 war er Bundesvorsitzender der AG60plus.

## Abgeordneter

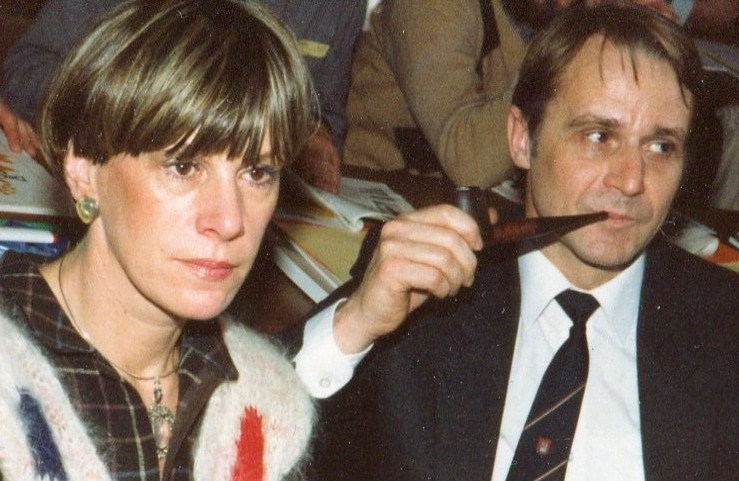
Hans-Ulrich Klose auf dem SPD-Landesparteitag 1981 mit seiner zweiten Ehefrau Elke

Bei der Bürgerschaftswahl in Hamburg 1970 wurde er in die Hamburgische Bürgerschaft gewählt. 1972/73 war er Fraktionsvorsitzender der SPD. Vom 10. Oktober 1973 bis 25. Mai 1981 ruhte sein Mandat wegen der Zugehörigkeit zum Senat. Mit der Mandatsniederlegung am 11. März 1983 schied Klose aus der Bürgerschaft aus.
Von der Bundestagswahl 1983 bis 2013 war Klose für den damaligen Wahlkreis 18 (Hamburg-Harburg) Mitglied des Deutschen Bundestages. Dort wurde er nach dem Rücktritt von Hans-Jochen Vogel am 12. November 1991 zum Vorsitzenden der SPD-Bundestagsfraktion, der er seit 1984 als Mitglied angehörte, gewählt. Nach der Bundestagswahl 1994 gab er dieses Amt an den damaligen SPD-Bundesvorsitzenden Rudolf Scharping ab, der 1994 auch Kanzlerkandidat gewesen war. Klose war stattdessen von 1994 bis 1998 Vizepräsident des Deutschen Bundestages.
1998 wurde Klose dann zunächst Vorsitzender des Auswärtigen Ausschusses. Von 2002 bis 2013 war er dessen stellvertretender Vorsitzender und seit Januar 2003 auch Vorsitzender der Deutsch-Amerikanischen Parlamentariergruppe.
Klose ist stets als direkt gewählter Abgeordneter des Bundestagswahlkreises Hamburg-Harburg bzw. seit 2002 des Bundestagswahlkreises Hamburg-Bergedorf – Harburg in den Bundestag eingezogen. Bei der Bundestagswahl 2005 erreichte er hier 51,0 % der Erststimmen. Bei der Bundestagswahl 2009 waren es 39,0 %. Zur Bundestagswahl 2013 trat Klose nicht mehr an.

## Öffentliche Ämter
Im Jahr 1973 wurde Klose Hamburger Innensenator unter dem Ersten Bürgermeister Peter Schulz, dem er nur ein Jahr später im Amt nachfolgte. Klose war der jüngste Regierungschef eines Landes der Bundesrepublik Deutschland. Aufgrund eines Giftmüll-Skandals der Firma Stoltzenberg, Verlusten der öffentlich-kommunalen Hamburger Stadtentwicklungsgesellschaft STEG sowie vor allem infolge des innerparteilichen Konflikts über den Bau des Kernkraftwerks Brokdorf trat er am 25. Mai 1981 als Bürgermeister überraschend zurück. Sein Nachfolger wurde Klaus von Dohnanyi. Klose lehnte den Bau des Kernkraftwerks ab, konnte für diese Position auch eine Mehrheit in der Hamburger SPD gewinnen, sich aber nicht gegen den damaligen SPD-Landesvorsitzenden Werner Staak durchsetzen.
Am 16. März 2010 wurde er von Bundesaußenminister Westerwelle zum Koordinator für die deutsch-amerikanische Zusammenarbeit ernannt. Klose war Nachfolger von Karsten Voigt, der in den Ruhestand ging.  Dieses Amt gab er am 31. Januar 2011 aus privaten Gründen auf. Sein Nachfolger wurde Harald Leibrecht. Klose war auch Mitglied der Bundeswehr-Strukturkommission.

## Gesellschaftliches Engagement

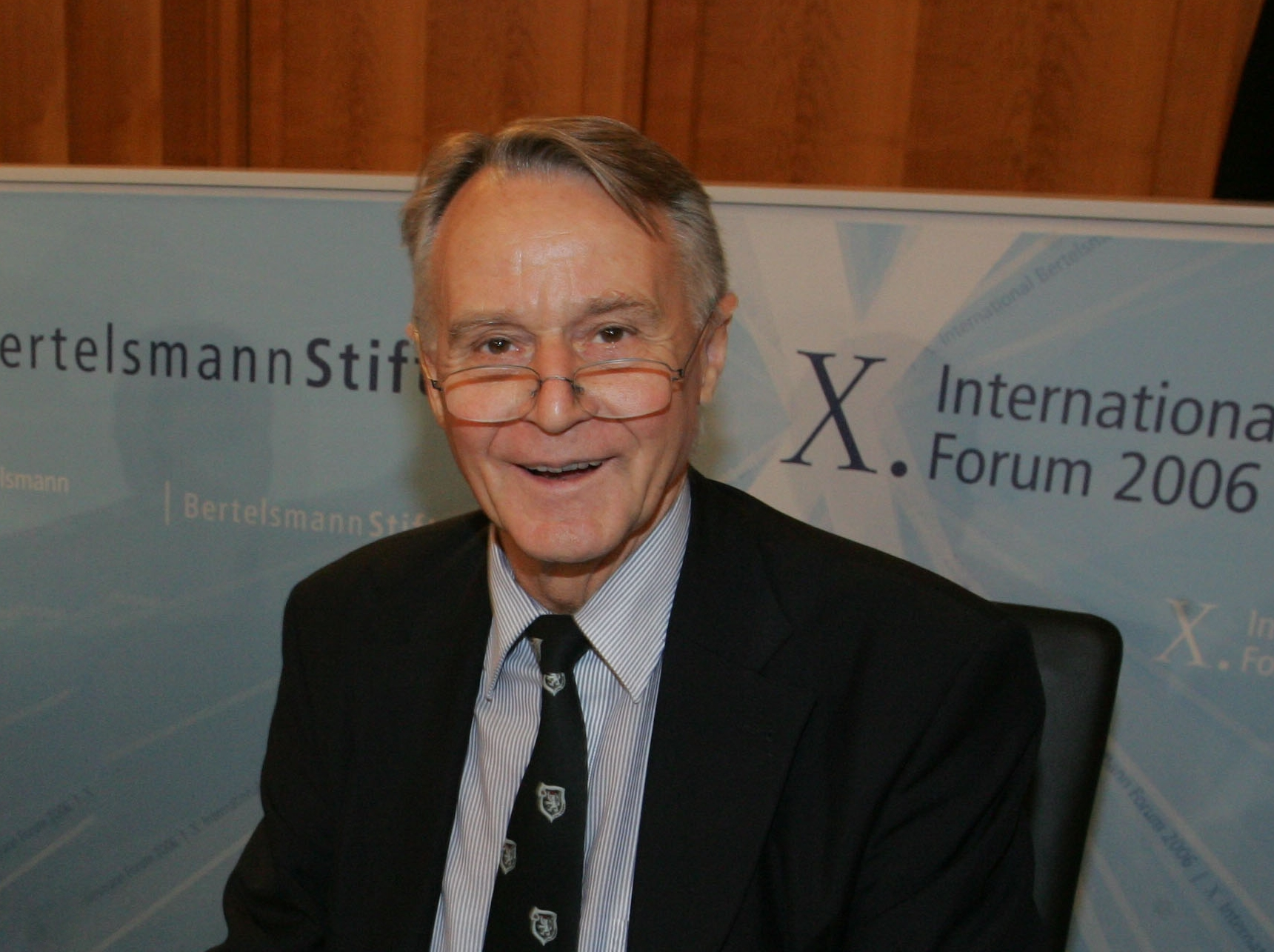
Klose auf dem International Bertelsmann Forum 2006

Klose war von 1986 bis 1989 Vorsitzender des Bundesvereins zur Förderung des Genossenschaftsgedankens (BzFdG). Er war Mitglied im Exekutivausschuss des Präsidiums und war seit 2013 Ehrenmitglied der Deutschen Gesellschaft für Auswärtige Politik. Zudem war er Mitglied des Beirats der Atlantischen Alternative und wirkte im Kuratorium von AFS Interkulturelle Begegnungen mit, der ältesten deutschen Schüleraustauschorganisation. Klose war Mitglied im Kuratorium der Hilfsorganisation CARE Deutschland.

## Auszeichnungen
Im Jahr 1981 wurde er Ehrenbürger von Lima (Peru). Den Verdienstorden der Bundesrepublik Deutschland lehnte Klose ab, weil ihm die Annahme als ehemaligem Hamburger Senator aufgrund eines zuletzt 1963 bekräftigten Beschlusses des Hamburger Senates nicht gestattet war.

## Veröffentlichungen
- mit Dieter Biallas und Volker Rühe: SPD – CDU – FDP. Beiträge zur Grundsatzprogrammatik der politischen Parteien, Verlag Lütcke & Wulff, Landeszentrale für politische Bildung, Hamburg 1974, DNB 740867040; 4. Auflage 1977.
- Charade (Lyrik), Bouvier, Bonn, 1997
- Charade zwei (Lyrik), Bouvier, Bonn, 2001
- Zeit schreiben. Gedichte 1995 bis 2007 (Lyrik), Bouvier, Bonn 2007, ISBN 978-3-416-03202-5.